# Takehisa Kato
Takehisa Kato (加藤武久, Katō Takehisa, nascido em 8 de dezembro de 1941) é um ex-ciclista olímpico japonês. Kato representou seu país nos Jogos Olímpicos de Verão de 1964, em Tóquio.